# 真夏方程式
《真夏方程式》，簡體中文版譯作《盛夏的方程式》，是日本作家東野圭吾的長篇推理小說，也是「伽利略系列」的第六本小說。2011年由「文藝春秋」發行了單行本。
本作以「科學技術和環境保護」為主題，描寫身為科學家的湯川對於環保與科學的觀點。此外，湯川一向不擅長應付小孩，這個故事則以他和小孩的交流為軸心。另外，這次湯川比警察更早遇上案件，而自發地去探尋真相，與連續劇中的被動協助有著很大的不同。

## 故事簡介
以美麗的海洋而著名的玻璃浦，在那裡發現了一具男屍。一開始被認為是單純的意外事故，但後來發現與16年前的某件案件有著聯繫……
正在渡暑假的小學生恭平因雙親太忙而無暇照顧，於是一個人去玻璃浦親戚家經營的旅館生活。路程中偶遇受邀出席當地資源開發的說明會的湯川。恭平於是向他介紹親戚所開的旅館。
當夜，在旅館住宿的除了恭平和湯川，還有一個參加說明會名叫塚原正次的男人。
夜深，塚原突然消失。翌日，塚原的遺體在海邊被發現，轄區刑警到現場取證，認定他是在堤壩邊失足而意外身亡。
原來塚原是前警視廳搜查一課的警察，並且是對東京警視廳管理官多多良有恩的前輩。多多良認為事有蹊蹺，堅持將遺體運回東京檢驗，果然發覺事情並不單純。遂依刑案立案偵查。
由於湯川是客人之一，草薙和內海於是因勢利導成為聯絡人並展開獨立搜查。湯川也一反常態地未曾峻拒警方的請託，因他不願「某人的人生被扭曲」。警方另行回顧塚原退休前破獲的案子，直探16年前坐檯小姐被殺的舊案。各路人馬分進合擊，層層疊疊的悲劇真相逐漸明朗。
過程中，極端反對開發的旅館家女兒成實，原先視主張開發與環保有所取捨的湯川為「敵方」，後來也逐漸思索認知事物的方法與角度。
真相與人生，遺憾與補償，取捨與平衡，每個人都有各自的考量，而洞察一切的湯川努力在這個真實的夏天解出難解的方程式。

## 登場人物
關於湯川學、草薙俊平、內海薰等人物請參看「伽利略系列－登場人物」。
柄崎 恭平（Esaki Kyouhei）
小學五年級學生。放暑假的時候因父母要去大阪拓展新店面，前往玻璃浦的親戚開的旅館住宿一週。
因雙親很忙，所以習慣一個人生活，喜歡打電動遊戲。功課不太好，理科特別差，在火車上和湯川相遇後心境開始有了變化。稱呼湯川為「博士」，與湯川近距離接觸，卻沒有觸發湯川的蕁麻疹，兩人因此交好，共度一個暑假。
柄崎 敬一（Esaki Keiichi）
柄崎 由里（Esaki Yuri）
恭平的父母親。一起經營一家精品店，每天工作都很忙。
川畑 成實（Kawahata Narumi）
30歲，環保人士，旅館女兒，15年前自東京移居玻璃浦後不久，就致力於海洋環境保護。建立了一個網站，和其他環保人士一起參與保護海洋的活動，但她的作風連母親也感到太激進了。和身為科學家的湯川因觀點不合而對立。湯川覺得她如此盡心保護海洋背後似乎另有緣由。
川畑 重治（Kawahata Shigeharu）
將近70歲，成實的爸爸，恭平的姑丈，經營旅館「綠岩莊」。原本是引擎公司的工程師，在15年前，為了繼承父親的事業而搬到玻璃浦。因過胖導致膝蓋出毛病，要以手杖支撐助行。
川畑 節子（Kawahata Setsuko）
54歲，成實的媽媽，恭平的姑姑，柄崎敬一同父異母的姐姐，大敬一9歲。看起來比實際年齡要年輕。和丈夫一同經營「綠岩莊」。
西口 剛（Nishiguchi Tsuyoshi）
30歲，玻璃警察署刑事課的巡警。成實的高中同學，對她是移居過來的事很清楚。在調查案件中與成實重逢，對她抱有好感而接近她，但同時也為成實是否與案件有關而擔心。
澤村 元也（Sawamura Motoya）
自由撰稿人，環保人士。在成實的網站上與之結識並意氣相投。前不久為了老家玻璃浦的海洋開發問題而搬回。一心開展環保活動而有意和成實一起生活。
塚原 正次（Tsukahara Masatsugu）
61歲，本案死者。前警視廳搜查一課警察，已退休，個性積極熱心。是草薙上級長官多多良管理官的前輩兼恩人。現役時代曾被稱為「名警察」。沒有人知道他為什麼到玻璃浦參加海底礦物資源開發的說明會。
仙波 英俊（Senba Hidetoshi）
60多歲，16年前在東京荻窪發生的前坐檯小姐三宅伸子被殺案的疑犯。塚原確信他是兇嫌，展開調查後將他逮捕歸案，被判了8年徒刑，出獄後不久失去蹤跡。過去和妻子曾住在位於玻璃浦的東玻璃，但妻子在犯案前已過世。

## 出版書籍
| 出版社      | 出版日期      | 格式   | 頁數  | ISBN                   | 譯者   |
| ----------- | ------------- | ------ | ----- | ---------------------- | ------ |
| 文藝春秋    | 2011年6月6日  | 單行本 | 416頁 | ISBN 978-4-16-380580-1 | 不適用 |
| 三采文化    | 2012年7月6日  | 平裝書 | 400頁 | ISBN 978-986-229-701-8 | 陳系美 |
| 泰国        | 2012年7月     | 平裝書 | 444頁 | ISBN 978-616-911416-1  |        |
| 現代出版社  | 2012年12月    | 平裝書 | 320頁 | ISBN 978-751-430754-2  | 原斌   |
| 文藝春秋    | 2013年5月10日 | 文庫本 | 463頁 | ISBN 978-4-16-711015-4 | 不適用 |
| 朝鮮 (地區) | 2014年3月17日 | 平裝書 | 552頁 | ISBN 978-899-098251-3  |        |
| Actes Sud   | 2014年5月7日  | 平裝書 | 364頁 | ISBN 978-233-003199-2  |        |

## 書籍評價
- 2011年 「週刊文春推理小說 Best 10」　第9名

## 電影
伽利略系列改編的富士電視台電視劇《神探伽利略》的第二部電影化作品，電影於2012年9月23日在靜岡縣開始拍攝，2013年6月29日於日本、香港上映。台灣於2013年7月4日晚間於台北信義威秀影城首映兩個場次，主演福山雅治本人也親自出席了這兩場電影首映會，7月5日於全台灣正式上映。為了紀念在台上映十周年，於2023年10月13日和前作《嫌疑犯X的獻身》回歸大銀幕，進行經典重映。
本片與第一次電影化的《嫌疑犯X的獻身》相隔五年，除了福山雅治再次擔任主演之外，幕後製作人員也與《嫌疑犯X的獻身》的班底大致相同。

### 主演
- 湯川學 - 福山雅治（香港有線配音：羅偉傑、香港TVB配音：潘文柏）
- 岸谷美砂 - 吉高由里子（香港有線配音：鄭家蕙、香港TVB配音：張頌欣）
- 草薙俊平 - 北村一輝（香港TVB配音：陳欣）
- 川畑成實 - 杏（童年：豐島花、15年前：青木珠菜）（香港有線配音：莊巧怡、香港TVB配音：魏惠娥）
- 川畑重治 - 前田吟（香港TVB配音：陳永信）
- 川畑節子 - 風吹純（香港有線配音：程文意、香港TVB配音：蔡惠萍）
- 仙波英俊 - 白龍（香港TVB配音：林國雄）
- 塚原正次 - 鹽見三省（香港TVB配音：馮志輝）
- 柄崎恭平 - 山崎光（香港有線配音：謝穎茵、香港TVB配音：陳琴雲）
- 三宅伸子 - 西田尚美（台灣配音：馮友薇、香港有線配音：謝穎茵、香港TVB配音：曾秀清）
- 柄崎敬一 - 田中哲司（香港TVB配音：陳卓智）
- 多多良管理官 - 永島敏行
- 塚原早苗 - 根岸季衣
- 中川雅人 - 神保悟志（香港TVB配音：張錦江）
- 鵜飼継男 - 綾田俊樹（香港TVB配音：黃子敬）
- 米山先生 - 筒井真理子

### 製作人員
- 原作 - 東野圭吾《真夏方程式》（文藝春秋刊）
- 劇本 - 福田靖
- 音樂 - 菅野祐悟、福山雅治
- 製作 - 龜山千廣、畠中達郎、平尾隆弘
- 監製 - 臼井裕詞
- 製片 - 鈴木吉弘、稻葉直人、古郡真也、大澤惠
- 導演 - 西谷弘
- 攝影 - 柳島克己
- 照明 - 鈴木康介
- 美術 - 清水剛
- 装飾 - 田口貴久
- 整音 - 濑川徹夫
- 錄音 - 藤丸和德
- 剪輯 - 山本正明
- VFX導演 - 山本雅之
- 選曲 - 藤村義孝
- 音響效果 - 大河原將
- 製作公司 - Film
- 發行 - 東寶
- 製作 - 富士電視台、Amuse、文藝春秋、FNS27社

### 票房
| 上一届： 《地球過後》 | 2013年日本週末票房冠軍 第26周 | 下一届： 《怪獸大學》 |

### 電影評價
- 2014年 第37回 「日本電影金像獎 話題奬－作品類」：真夏方程式　獲獎

### 軼事
- 本片主要的海景拍攝地點在日本靜岡縣的西伊豆町。[2]
- 電影中的「玻璃浦站」(玻璃ヶ浦駅)是虛構的車站，實際拍攝地點為日本愛媛縣的「高濱站」(高浜駅)[2]
- 川畑家經營的民宿「綠岩荘」拍攝地點為日本静岡縣賀茂郡西伊豆町仁科的民宿「五輪館」。[2]
- 電影中湯川學與柄崎恭平發射寶特瓶水火箭的拍攝地點位於日本静岡縣賀茂郡西伊豆町仁科漁港的防波堤[3]。

## 外部連結
- （日語）文藝春秋原著小說 （页面存档备份，存于）
- （日語）電影官方網站 （页面存档备份，存于）
- yes24:한여름의 방정식 （页面存档备份，存于）
- 互联网电影数据库（IMDb）上《真夏方程式》的资料（英文）